# Вила Финоцкио (Пескара)
Вила Финоцкио (итал. Villa Finocchio) је насеље у Италији у округу Пескара, региону Абруцо.
Према процени из 2011. у насељу је живело 11 становника. Насеље се налази на надморској висини од 241 м.